# Teinopodagrion caquetanum
Teinopodagrion caquetanum är en trollsländeart som beskrevs av De Marmels 2001. Teinopodagrion caquetanum ingår i släktet Teinopodagrion och familjen Megapodagrionidae. Inga underarter finns listade i Catalogue of Life.